# Tu jing bencao
Classique illustré de la materia medica
La pharmacopée chinoise Tujing bencao 图经本草, le « Classique illustré de matière médicale », (variantes du titre : Bencao tujing 本草图经 le titre originel, Tujing wai lei 图经外类 / 圖經外類), est une pharmacopée réalisée du temps du quatrième empereur Song, sur le modèle de la « Matière médicale des Tang » Tang bencao (659), avec une section comportant des notices sur les substances médicinales et une section d’illustrations commentées. Mais quatre siècles plus tard, durant la dynastie Song, aucun manuscrit pharmaceutique illustré produit jusqu’à la période Tang incluse, n’avait survécu,. Il fallut donc recommencer le travail.
La Tujing bencao publiée en 1061 est l’œuvre d’une équipe de rédacteurs dirigée par le savant polymathe Su Song 蘇頌 (1019-1101) en collaboration avec Zhang Yuxi 掌禹錫 (990 - 1060) et d’autres spécialistes. Les rédacteurs sont presque tous les mêmes que ceux qui venaient de compiler la Jia you bencao 嘉佑本草, publiée l'année précédente, en 1060.
La Tujing bencao 图经本草 est un ouvrage de matière médicale divisé en 20 juan (chapitres) qui décrit 780 substances médicinales dont 103 qui sont nouvelles, et qui est enrichi par 933 illustrations. Les rédacteurs se sont appuyés sur des connaissances contemporaines rassemblées dans tout l'empire plutôt que sur d'anciennes compilations comme il était souvent d'usage. Il fut composé en 1061. Le texte et les illustrations d’origine sont perdus mais des fragments du texte ont été préservés dans l'édition de 1108 de la Zheng lei bencao 证类本草, ce qui a permis de reconstruire une partie du texte.
Sous la direction de l'érudit Su Song, la Tujing bencao a marqué une avancée significative en termes de précisions dans la description botanique des plantes médicinales et des autres substances médicinales. En donnant aussi une approche intégrée qui combinait des illustrations précises avec des descriptions naturalistes exhaustives ainsi que les lieux d’origine précis des substances, elle permettait une meilleure identification de celles-ci. Pour toutes ces raisons, c'est un travail novateur et pionnier. Toutefois, elle donnait peu d’informations sur les utilisations thérapeutiques, se reportant probablement sur les anciennes pharmacopées. Li Shizhen l’auteur de la Bencao gangmu a hautement apprécié le travail de Su Song pour son érudition et ses innovations mais l’a critiqué pour ses nombreuses incohérences dans la correspondance entre des explications pharmaceutiques et des illustrations correspondantes (aujourd’hui perdues).

## Historique du texte
Dans la préface, les auteurs d’emblée indiquent qu’ils inscrivent leurs travaux dans la longue lignée de la filiation d’œuvres pharmaceutiques qui a commencé avec la Shennong bencao jing. Ils pointent notamment les difficultés des médecins à s’assurer d’avoir la bonne substance médicinale (comme une espèce de plante particulière par exemple) quand celle-ci est collectée au loin dans la montagne, par des personnes qui utilisent des vocables locaux, et qu’elle doit passer entre les mains d’intermédiaires marchands qui ne contrôlent pas correctement la marchandise. C’est pourquoi l’utilisation d’illustrations leur est d’un grand secours.
La traduction en anglais de la préface est disponible dans A History of Pharmaceutics  de Paul Unschuld ; pour voir le texte en chinois de la préface, aller dans Zhongyao shi jia www.zysj.com.cn ou dans zh.wikisource.org. Préface :
« Dans l’antiquité, Shennong goûta toutes les herbes, afin de soulager les souffrances et maladies de l’humanité. La postérité [l’honore comme] un maître et un ancêtre. À partir de cette origine, l’étude des bencao se développa. Durant les dynasties Han et Wei 汉魏, des médecins célèbres se sont continuellement transmis leurs livres respectifs ; il y avait le « Registre des remèdes » [Yàolù 药录] de Wupu 吴普 et Lidang 李当 et les commentaires de Tao Yinju 陶隐居 [→Tao Hongjing 陶弘景] et Su Gong 苏恭 [→Su Jing 苏敬]
Au début de la présente dynastie, les fonctionnaires de la cour reçurent deux fois l’ordre de compiler, avec l’aide de médecins exceptionnels, les déclarations des auteurs [spécialistes de matière médicale]. Le résultat fut la Kai bao zhongding bencao 開寶重定本草. Les informations qu’elle contient concernant les drogues sans danger ou toxiques, de nature froide ou chaude, douces ou amères, peuvent être dites détaillées et complètes. Mais les substances médicinales provenant des cinq points cardinaux, demandent [des prises en main] différentes en raison des différences climatiques et des conditions spéciales [qui prévalent dans ces régions d’origine] et de la multiplicité des noms et des espèces. Les erreurs sont difficiles à distinguer. Ainsi, la drogue shechuang 蛇床 est présentée comme similaire à miwu 蘼芜, et jiluan 荠 乱 est incorrectement identifiée au renshen 人参, le ginseng. Même les gens de l’antiquité souffraient déjà de ces erreurs, d’autant plus pour les médecins modernes [prescrivent] des drogues qui viennent du marché, et que les marchés obtiennent leurs drogues de collecteurs qui récoltent dans les régions sauvages. Ces gens récoltent à leur guise, n’importe quand, et l’origine de la substance médicinale n’est jamais vérifiée par la suite. Si on utilise ces substances pour traiter et guérir une maladie, ne risque-t-on pas de rater l’objectif ? 
Jadis durant l’ère Yonghui des Tang 唐永徽 [650-655], il y avait aussi des « Illustrations de drogues » 图经 et des « Commentaires » sur celles-ci, en addition à la bencao révisée. Ils se complètent les uns les autres et circulent largement. Les illustrations notent l’apparence et la couleur [des substances] ; les commentaires pointent les différences et les similarités. [Ces deux genres de travaux] furent compilés sur ordre de l’empereur. En outre, il y a eu Tianbao danfang yao tu 天宝单方药图 [« Illustrations de drogues dans des prescriptions à une seule drogue, durant l’ère Tian bao »]. Les discussions sur tous les sujets étaient si fidèles à la réalité et si détaillées qu'on percevait facilement un traitement correct. Des critères appropriés existaient pour la combinaison des prescriptions. Ces deux œuvres sont déjà perdues depuis longtemps et il n’en reste presque plus rien. Même dans la bibliothèque fermée de la capitale, il n’y a pas un seul exemplaire. […] 
Au début [de la période actuelle], l’empereur a ordonné aux fonctionnaires confucéens de réviser à nouveau la Shennong bencao et sept autres œuvres. L’archiviste [Zhang] Yuxi 掌禹锡 dont le titre honorifique est Guanglu Qing, [Lin] Yi 林億, le secrétaire aux sacrifices au sein du conseil ministériel et rédacteur en chef des archives, [Su] Song 蘇頌, le professeur au bureau des sacrifices impériaux et rédacteur à la bibliothèque impériale […] furent choisis pour cette tâche. En outre, l’ordre a également été délivré aux deux responsables médicaux Qin Zonggu 秦宗古 et Zhu Youzhang 朱有章. Les annotations et l’édition se sont étendues sur plusieurs années mais finalement la Bǔ zhù běncǎo 补注本草 « Matière médicale supplémentaire » fut terminée et présentée à l’empereur. » (traduction tirée de la traduction anglaise de Paul Unschuld).
L’empereur promulgua alors un autre ordre adressé à toutes les régions productrices de substances médicinales demandant aux personnes ayant une bonne connaissance de la pharmacopée de faire des observations soigneuses des racines, tiges, pousses, feuilles, fleurs et fruits des plantes, de bien prendre note de leur aspect extérieur, de leur couleur et de leur taille. Il demanda d’observer de même les substances médicinales d’origine animale (insectes, poissons, oiseaux, bêtes) et minérales. Des dessins devaient être fait de chacun de ces produits, avec des notes sur les périodes de floraison, de fructification et de récolte. Pour ce qui concerne les substances importées de l’étranger, les marchands étrangers devaient être interrogés, et un ou deux exemplaires de leurs produits devaient être obtenus et envoyés à la capitale pour qu’ils soient dessinés.

## Les notices de substances médicinales
Le texte des notices de matière médicale sont essentiellement des descriptions naturalistes de substances naturelles classées en minéraux (yushi 玉石 « jade et pierre »), herbes médicinales (cao 草), arbres (mu 木), et animaux (shouqin 兽禽), classes elles-mêmes sous divisées dans les trois grades traditionnels (de la Shennong bencao) supérieur, intermédiaire et inférieur parfois sous divisés en chapitres (juan) supérieur et inférieur, formant en tout 13 chapitres dans la version reconstruite utilisée, au lieu des 20 chapitres dans la version originelle.
| Table des matières de Tujing bencao             | | | |
| Classe naturelle                                | Grade supérieur (shang 上)                                                                                          | Grade intermédiaire (zhong 中)                                                                                      | Grade inférieur (xia 下)                                                                                            |
| Préface de la Bencao Tujing Mémorandum impérial | | | |
| Minéraux yushi 玉石                             | Poussière de jade 玉屑, cinabre 丹砂, azurite 空青 ...                                                              | Or 金屑, mercure 水银, réalgar 雄黄, orpiment 雌黄 ...                                                              | Lapis-lazuli 青琅, dent en or 金牙, chaux 石灰...                                                                   |
| Herbes médicinales (cao 草)                     | Atractylodes lancea 术, Rehmannia glutinosa 地黄, Achyranthes bidentata 牛膝, Gentiana scabra 龙胆 ...              | Angelica sinensis 当归, Gentiana macrophylla 秦艽, Paeonia lactiflora 芍药 ...                                      | Rhubarbe 大黄, Platycodon grandiflorus 桔梗, Inula 旋复花 ...                                                       |
| Arbres mu 木                                    | Patchouli 藿香, clou de girofle 丁香, cyprès 柏木...                                                                | Longane 龙眼, Citrus aurantium 枳实, gardénia 栀子 ...                                                              | Croton 巴豆, Cercis chinensis 紫荆, ...                                                                             |
| Animaux shouqin 兽禽                            | Os de dragon 龙骨, bézoard de vache 牛黄, musc 麝香, ivoire 象牙, graisse d’ours 熊脂, corne de rhinocéros 犀角 ... | Os de dragon 龙骨, bézoard de vache 牛黄, musc 麝香, ivoire 象牙, graisse d’ours 熊脂, corne de rhinocéros 犀角 ... | Os de dragon 龙骨, bézoard de vache 牛黄, musc 麝香, ivoire 象牙, graisse d’ours 熊脂, corne de rhinocéros 犀角 ... |

Dans les siècles passés, les bencao restaient généralement silencieuses sur la morphologie des drogues, plantes médicinales ou minéraux. On peut penser que régulièrement, les médecins prescripteurs pouvaient avoir des doutes sur l’authentification des substances qu’ils achetaient aux marchands, venant de contrées lointaines, face à la multiplicité des parlers locaux et aux difficultés de communication. Les descriptions naturalistes de la Tujing bencao ont offert pour la première fois une description systématique des plantes. Le rôle du savant naturaliste polymathe Su Song dans la direction de l’équipe de descripteurs a certainement était déterminante.   
Exemple d’herbe classée classe des herbes (cao bu 草部), de grade supérieur (shang pin上品), chapitre (juan) supérieur (shang juan 上品)

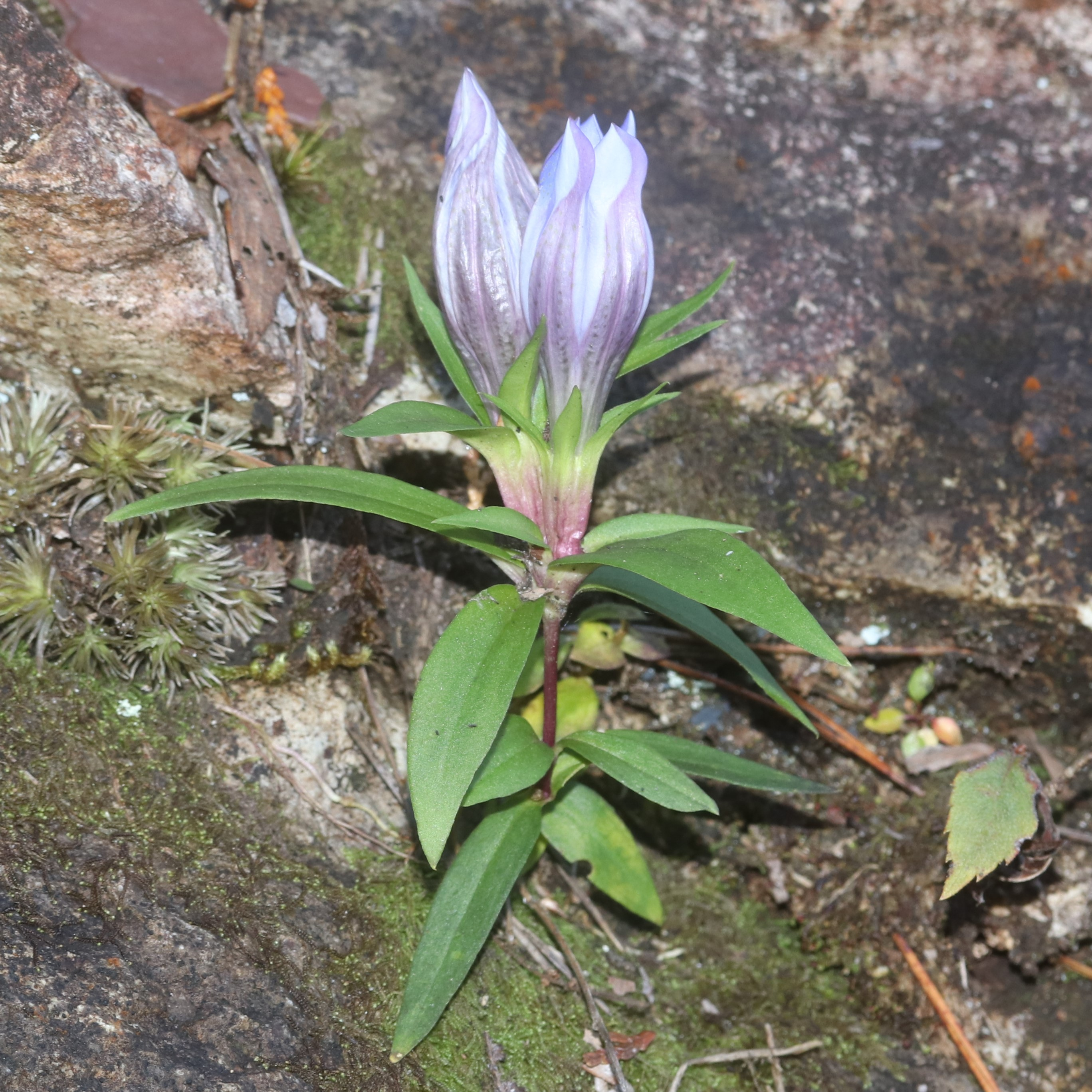
Gentiana scabra var. buergeri, longdan 龙胆

« La gentiane (longdan zh:龙胆 Gentiana scabra) pousse dans les vallées du mont Qiu et à Yuanju, et se trouve également près de Dao aujourd'hui. C'est une plante à racine vivace de couleur jaune-blanc, d'où jaillissent plus d'une dizaine de racines ressemblant à des genoux de bœuf ; des pousses verticales émergent, atteignant plus d'un pied de haut. En avril, elle produit des feuilles ressemblant à celles du saule mais plus fines, et une tige semblable à de petites branches de bambou ; en juillet, elle fleurit comme des fleurs de liseron, formant des cloches de couleur bleu-vert ; après l'hiver, elle porte des fruits et les pousses meurent. 
 Les racines sont récoltées en février, août, novembre et décembre, séchées à l'ombre et communément appelées longdan soit morphologiquement « vésicule biliaire de dragon » . Dans la région du Zhejiang, il existe aussi une plante appelée « herbe gentiane des montagnes », au goût amer et astringent. On prend ses racines, qu'on râpe finement, puis on les trempe dans du jus de gingembre frais pendant une nuit pour en atténuer les propriétés, avant de les sécher au four et de les broyer. Une décoction de cette préparation, à raison d'une petite mesure, est consommée tiède pour traiter les douleurs des membres. Les feuilles, qui ne flétrissent pas même après les gelées et les neiges, peuvent être récoltées à tout moment, indiquant une variété différente mais de la même espèce. »
On notera l’effort manifeste des rédacteurs pour décrire chaque partie de la plante conformément aux instructions impériales. Mais comme la botanique n’était pas encore une science constituée avec un vocabulaire spécifique permettant de décrire la morphologie en soi des racines, feuilles, fleurs et fruits, les auteurs doivent recourir à des comparaisons avec d’autres plantes supposées connues de tout le monde (des fleurs comme celles du liseron). Les notices s’attachent aussi à donner systématiquement la région d’origine, ce qui fournit un indice supplémentaire pour identifier correctement l’espèce.
En revanche, peu ou aucune informations ne sont données sur les indications et l’efficacité thérapeutique.
Le terme chinois longdan 龙胆 s’analyse morphologiquement comme « vésicule biliaire de dragon ». Ce qui renvoie aux propriétés médicinales de la gentiane en particulier pour stimuler et améliorer les fonctions du foie et de la vésicule biliaire.
Prenons aussi l’exemple de danggui 当归, l’angélique de Chine, dont la racine est une matière médicale importante depuis deux millénaires.

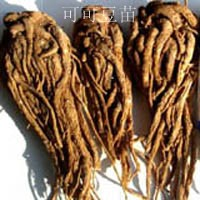
Racines d’angélique de Chine

« L'Angelica sinensis (danggui 当归) pousse dans les vallées des rivières de Longxi, et se trouve aujourd'hui également dans les provinces de Sichuan et Shaanxi, ainsi que dans les préfectures de Jiangning et Chuzhou. Celles du Sichuan sont considérées comme les meilleures. Les pousses apparaissent au printemps, les feuilles vertes sont divisées en trois segments ; en juillet et août, la plante fleurit, ressemblant au fenouil, de couleur violet clair ; les racines sont de couleur jaune-noir. Les racines sont récoltées en février et août, puis séchées à l'ombre. […] »
La Tujing bencao donne une description naturaliste de la plante, par comparaison à d’autres plantes que le locuteur est supposé connaitre. Bien que la racine d’angélique de Chine soit une drogue des plus précieuse et des plus couramment utilisée, le « Classique illustré de matière médicale » reste silencieux sur ses propriétés médicinales. Dans les siècles suivants des médecins vont se lancer dans l'explication des mécanismes d’action des principes de la plante. Le médecin Wang Haogu 王好古 (1200-1264) établira le mécanisme d’action du remède danggui qui permettrait en principe d’expliquer les divers effets thérapeutiques de la drogue par l'intermédiaire les conduits/méridiens (voir Angélique de chine#Utilisations médicinales).

## Les illustrations
Les illustrations de la Bencao tujing ont les deux grandes caractéristiques suivantes:
1. la majorité des illustrations ont été exécutées par des experts locaux en matière médicale, appartenant à 150 districts administratifs. Presque toutes ont été dessinées à partir d’un modèle vivant.
2. pour se conformer aux instructions officielles, il fallait décrire les racines, tiges, feuilles, fleurs, fruits de la plante dans leur état naturel

Pour répondre aux exigences de descriptions officielles, les dessinateurs durent produire des vues des représentations de plantes entières (comme le giroflier de Canton, Syzygium aromaticum) et de leurs parties feuilles, fleurs etc., dans des vues minuscules. Les artistes ont aussi essayé de mettre en valeur les parties ayant une utilisation médicale, ce qui les a conduits à changer les proportions naturelles (comme celle du clou de girofle dingxiang 丁香). Parfois les dessins peuvent alors s’apparenter à des diagrammes.
Si les illustrations sont en général basées sur des observations directes, il y des cas, comme pour les plantes venant de l’étranger ou de régions reculées de Chine où ce n’était pas possible. Dans ce cas les artistes ont proposé des reconstructions basées sur les descriptions connues, comme pour le sang-dragon (qilingjie 麒麟竭) du Guangzhou, ou du camphre de Bornéo, longnao 龙脑.
Tout comme la Jia you bencao (1060), la Tu jing bencao (1061) a été perdue en tant qu’œuvre indépendante, et seul des fragments de texte ont pu être reconstruits à partir de citations dans des travaux ultérieurs. Le type des illustrations reste aussi inconnu, à moins de supposer que les illustrations de la Da guan bencao 大觀本草de 1108, la première pharmacopée de la tradition principale à avoir été complètement préservée, proviennent de la Tu jing bencao.
Par la suite, des changements de méthodologie dans la conception des bencao ont conduit à l’abandon des illustrations.